# یوشیکی اونودا
یوشیکی اونودا (انگلیسی: Yoshiki Onoda; ۱۲ ژوئیهٔ ۱۹۲۵ – ) کارگردان فیلم، فیلم‌نامه‌نویس اهل ژاپن بود.